# Galkó Máté
Galkó Máté a magyar gördeszkás közösség egyik meghatározó alakja, aki jelentős szerepet játszott a hazai gördeszkás kultúra népszerűsítésében és dokumentálásában.[forrás?]

## Életútja és tevékenysége
Galkó Máté 1977. december 18-án született Budapesten.[forrás?] Édesapja Galkó Balázs színművész, édesanyja Ludmány Mária iparművész, nagybátyja pedig Galkó Bence színművész. Végzettségét tekintve újságíró, a Komlósi Oktatási Stúdió sportújságíró képzését végezte el, ahol olyan neves tanárai voltak, mint Hajdú B. István és Trencsényi Zoltán.[forrás?]
Első gördeszkáját, egy klasszikus szappanfékes gyerek-gördeszkát a nyolcvanas évek második felében kapta. Komolyan gimnáziumi évei közepén, 1994 körül kezdett el foglalkozni a gördeszkázással, és hamar a szubkultúra aktív tagjává vált. Az első mérföldkő életében a Boarder Magazin 1997-es létrejötte volt, amelyhez autodidakta újságíróként csatlakozott 1998-ban. 2002-től az Offline Extrémsport magazin gördeszka rovatának vezetője lett, amelyben egészen a magazin 2014-es megszűnéséig dolgozott.[forrás?]
2008-ban Szabó Miklós Márton fotós-filmrendezővel közösen kiadták a "7Réteg" gördeszkás könyvsorozatot, amely a szubkultúrát kizárólag gördeszkások által készített alkotásokkal mutatta be. A sorozat négy kötetes, számtalan hazai művész mellett nemzetközi alkotók, mint például Ed Templeton, Arto Saari és Stefan Marx is közreműködtek benne. A "7Réteg" kiadványt az ART OF SKATE eseményen is bemutatták.

## Hozzájárulása a társadalmi elismeréshez
Galkó Máté tevékenysége kulcsszerepet játszott abban, hogy a gördeszkázás társadalmi elismerésre tegyen szert Magyarországon. 2009-ben Dezső András újságíróval és Szabó Miklós Mártonnal közösen létrehozták a "Deszkás Piknik" civil gördeszkás mozgalmat, amely a Critical Mass mintájára a hazai gördeszkázás feltételeinek javítását célozta. A mozgalom felvonulásos tüntetéseket szervezett Budapesten, Győrben és Veszprémben, kiállva a gördeszkások jogaiért és a sport támogatásának szükségességéért.

## Események és közösségépítő tevékenység
Kaposi Dorka galériavezető felkérésére több kiállítást is szervezett és kiállítóként is részt vett a Deák 17 Galériában, köztük a "Talajfogás" című kiállításon, amely a gördeszkázást, mint városi kultúrát és vizuális művészeti irányzatot mutatta be.

## Hagyaték és hatás
Munkássága nagy hatással van a fiatal generációkra, akik számára a sportolás lehetőségei jelentősen kibővültek. A gördeszkázás finanszírozása és támogatása napjainkra szélesebb körben elérhetővé vált, de Galkó Máté már a kezdetektől kiemelkedő szerepet vállalt a sportág népszerűsítésében.[forrás?]